# Uber Eats
Uber Eats est un service de livraison de plats cuisinés lancé par Uber en 2015 et basé à San Francisco, en Californie. Les commandes sont prises via l'application mobile ou le site web de Uber Eats auprès des restaurants partenaires et sont livrées par des coursiers auto-entrepreneurs (à deux-roues).
L'entreprise opère dans le monde entier : Amérique du Nord, Amérique du Sud, Europe, Australie, Asie et dans quelques villes d'Afrique.

## Histoire

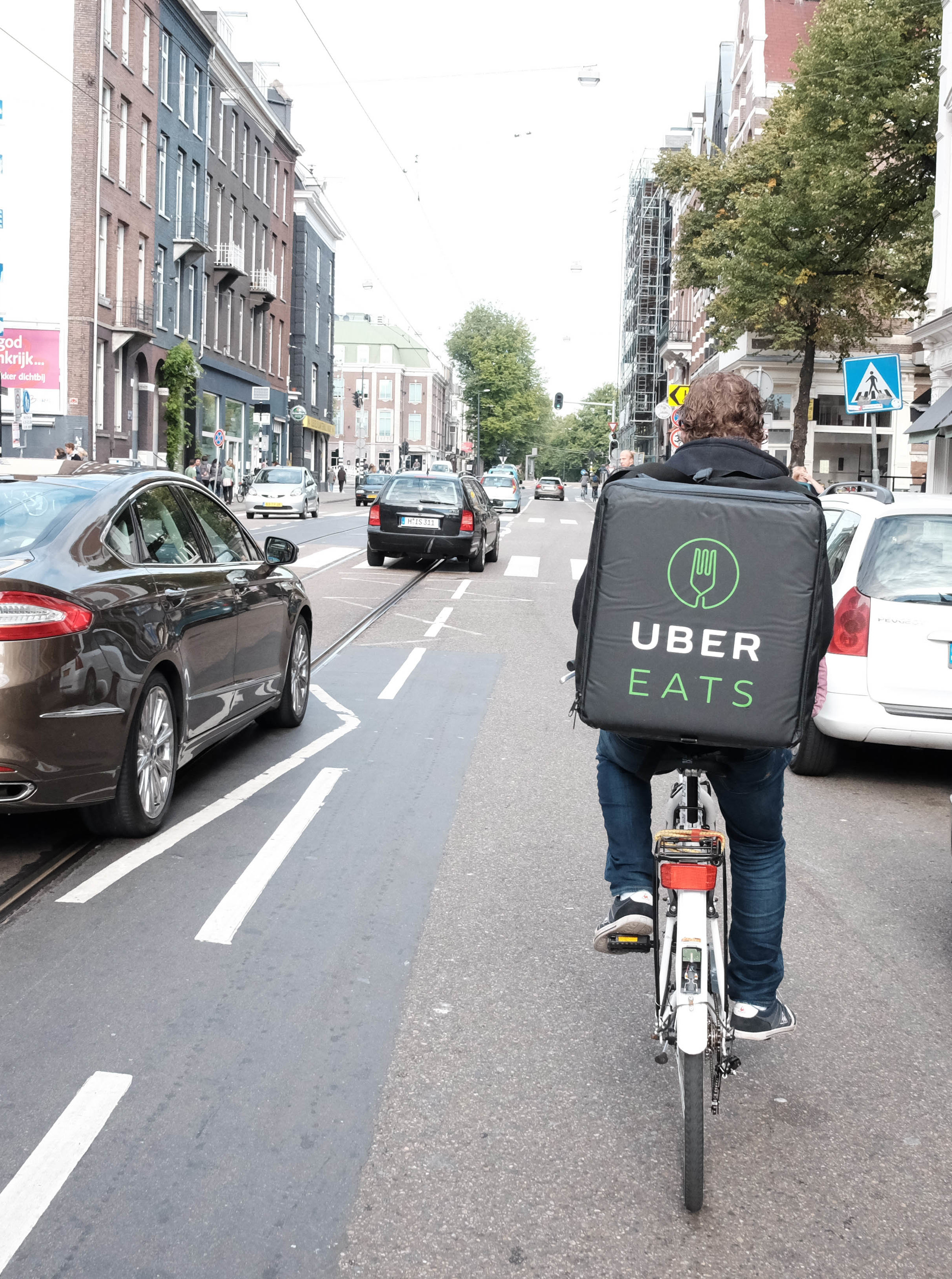
Coursier Uber Eats à
Amsterdam

Le 26 août 2014, Uber lance un service nommé Uber Fresh à Santa Monica en Californie présenté comme une expérimentation d'une semaine. Un menu fixe est proposé chaque jour pour 12 dollars, la livraison est incluse et sera effectuée par les chauffeurs déjà partenaires en voiture. Cette expérimentation n'a jamais pris fin, et le service s'est étendu en novembre 2014 dans les villes de Beverly Hills et dans plusieurs quartiers de Los Angeles. Le menu et le nombre de restaurants partenaires a été étendu et les délais de livraison réduits à l'occasion.
En février 2015, le service est lancé dans certaines parties de New York et de Chicago ainsi qu'à l'international à Barcelone, en Espagne. En avril, le service est rebaptisé Uber Eats et permet de commander pour le dîner ainsi que pour le petit déjeuner. La tarification a été changée pour l'occasion, passant à 3 euros par commande, peu importe le nombre de plats commandés. Les livraisons sont toujours effectués par des chauffeurs de VTC, et à Paris seuls les conducteurs de véhicules électriques Green peuvent participer au service.
Après plusieurs modifications à l'interface de l'application Uber dont le service dépendait, une application distincte sort pour UberEATS en décembre 2015, disponible dans un premier temps à Toronto au Canada.
En 2016, l'entreprise s'associe à des chaînes comme McDonald's ou Starbucks.
Le service va s'étendre en 2017 en France dans une dizaine de villes comprenant Nice, Lyon, Rennes ou encore Avignon.

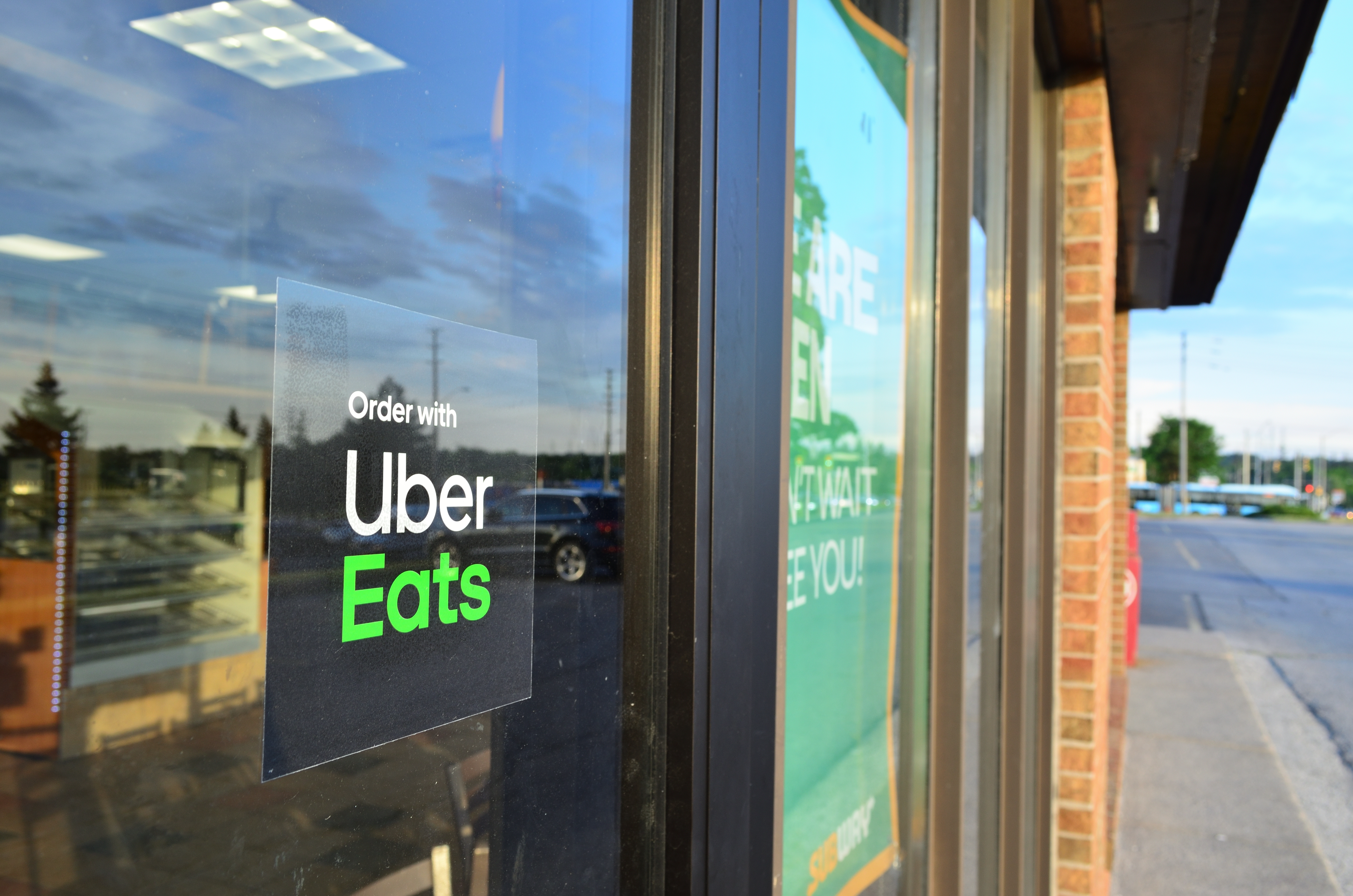
Logo Uber Eats sur la devanture d'un restaurant Subway

En août 2018, le service a changé les frais de livraison, passant de 5 dollars aux États-Unis (2,50 euros en France) à un coût dépendant de la distance de livraison.
En 2019, l'entreprise dit vouloir effectuer des livraisons par drone et dévoile plusieurs prototypes. Depuis juillet, elle propose également le service Dine-In qui permet de réserver pour manger sur-place, un service permettant la vente à emporter sera lancé en octobre.
En janvier 2020, Uber Eats, largement déficitaire en Inde, y cède ses activités à son concurrent Zomato (en), contre une participation de 10 % dans ce dernier.
Durant la pandémie de Covid-19, l'entreprise enregistre une hausse de 35% de chiffre d'affaires. Le 4 mai 2020, Uber Eats a annoncé cesser son activité en Arabie Saoudite, en Egypte, au Honduras, en République tchèque, en Roumanie, en Ukraine et en Uruguay en juin.
En juillet 2020, Uber Eats annonce l'acquisition de Postmates, un de ses concurrents directs aux États-Unis, pour 2,65 milliards de dollars. Cette annonce intervient peu de temps après l'acquisition de Grubhub par Just Eat.

## Modèle économique

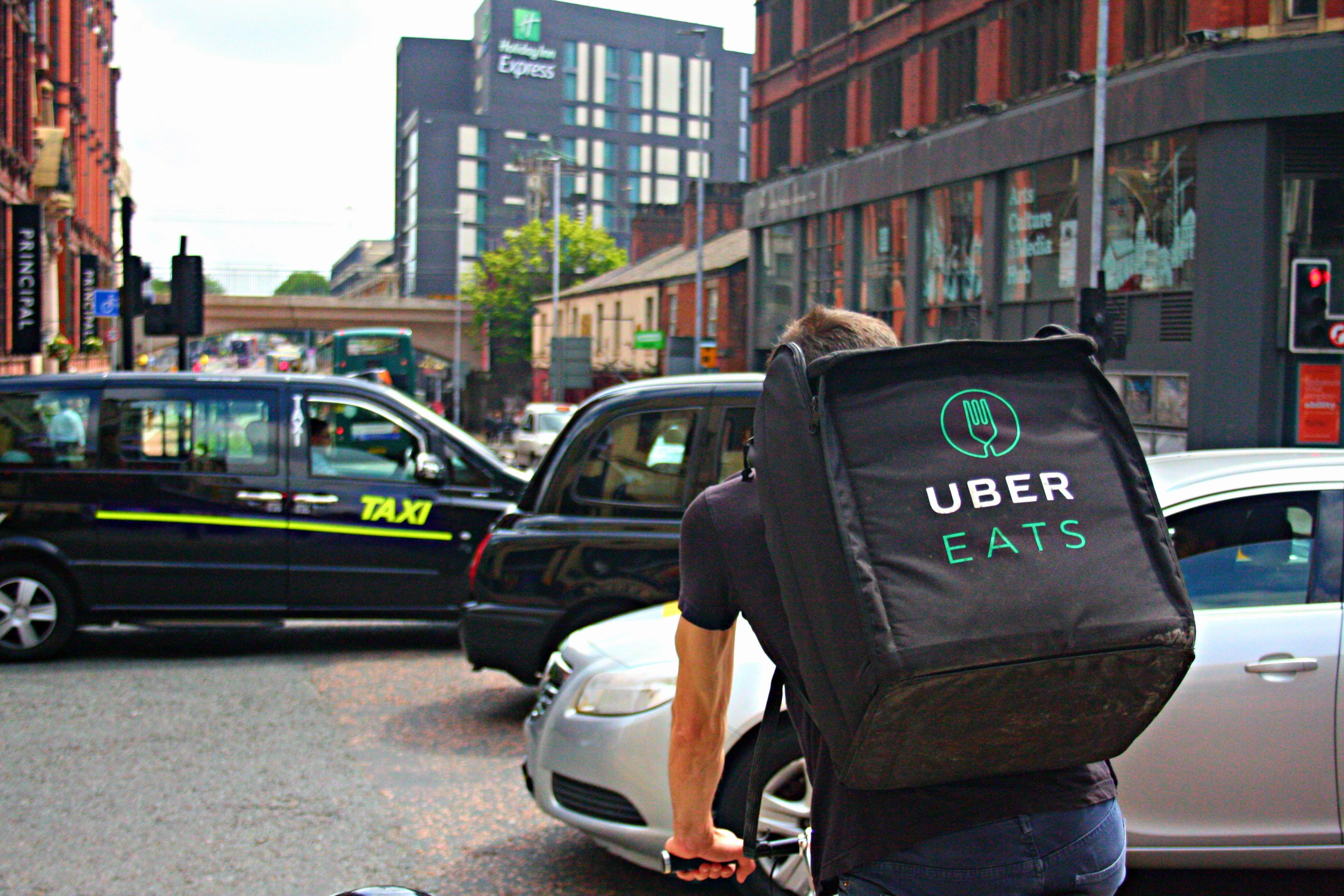
Coursier Uber Eats à Manchester

Uber Eats est une plateforme de commerce électronique qui propose la livraison de repas des restaurants partenaires. Les restaurants partenaires sont sélectionnés par la plateforme qui gère le service Uber Eats. Le coût du service est facturé au client final en fonction de la distance de livraison. Par ailleurs la plateforme prend une commission de 30 % en moyenne sur la facture générée par le restaurant partenaire.
Les livreurs (en vélo, scooter, automobile, ou autre) employés dans le cadre du service Uber Eats sont rémunérés à la course effectuée et en fonction de la distance de cette dernière. Ce sont des auto-entrepreneurs, parfois soumis à une obligation d'affichage de la marque et de suivi de leur itinéraire,.
En mars 2018, 45 villes parmi les 200 villes couvertes dans le monde étaient rentables.

## France
En France, la première ville où Uber Eats a été proposé est Paris en mars 2016. L'application a été introduite en essai à Paris le 14 octobre 2015, sous la forme d'une option au sein de l'application Uber,. Le service est fourni en France par une société à responsabilité limitée de droit néerlandais,.
En novembre 2018, la Cour de cassation en France considère que les livreurs ne sont pas réellement des travailleurs indépendants et que leur contrat doit être requalifié comme salarié. Un an après, les livreurs sont toujours indépendants et payés à la course sans contrat de travail. 
Les responsables de recrutement de coursiers de Uber Eats, comme son concurrent Deliveroo, ont pour instruction d'éviter tout vocabulaire qui pourrait laisser entendre à une relation hiérarchique. 
En 2021, l'écrivain-voyageur et journaliste français Julien Blanc-Gras raconte dans un reportage pour L'Obs la semaine qu'il a passée comme livreur Uber Eats : « J'ai parcouru une centaine de kilomètres dans Paris pour effectuer trente-deux livraisons en trente-cinq heures d'astreinte (durant lesquelles je n'ai refusé qu'une poignée de courses). J'ai gagné 131,11 euros. Soit 3,74 euros de l'heure. En France, le smic horaire net s'élève à 7,89 euros. » 
En 2022, Uber Eats est présent dans près de 400 villes en France métropolitaine et en Outre-mer (La Réunion uniquement).

### Exploitation d'étrangers en situation irrégulière
En octobre 2018, des enquêtes journalistiques du Journal de 20 heures de France 2 et de L'Express révèlent que des livreurs sous-louent leur compte Uber Eats ou Deliveroo à des étrangers en situation irrégulière et à des mineurs (ce qui constitue du travail dissimulé) contre une partie de la rémunération,. L'année suivante, The New York Times publie à son tour une enquête sur le sujet, illustrant l'exploitation d'étrangers en situation irrégulière en grande précarité par des livreurs qui retiennent 30 à 50 % du chiffre d'affaires quotidien réalisé en échange de l'accès à leur compte Uber Eats ou Deliveroo — les deux entreprises revendiquent quant à elles une tolérance zéro à l'égard du travail dissimulé. La faiblesse croissante des rémunérations (contestée par Uber Eats et Deliveroo) inciterait les travailleurs précaires à cesser de livrer et préférer sous-louer leur compte à des travailleurs encore plus précaires, relate The New York Times. Bien que les entreprises du secteur mettent en exergue leur politique de responsabilité sociale, elles continuent à tirer profit des livraisons, que le livreur soit déclaré ou non, soulignent les livreurs,.
En 2021, selon Ouest France, près d’une centaine de clandestins livrent illégalement à Nantes pour Deliveroo et Uber Eats avec des comptes loués.

### Sponsoring

Depuis 2020 le nom d'Uber Eats s'affiche sur le logo de la Ligue 1.

En juin 2019, Uber Eats annonce qu'il va sponsoriser le championnat de France de Ligue 1 de football dès la rentrée 2019 et qu'il va remplacer Conforama au naming de la Ligue 1 à partir de la saison 2020-2021. La durée du naming est de deux ans et devrait coûter entre 11 et 15 millions d'euros par an à Uber Eats,. Le 1er juillet 2019, l'Olympique de Marseille annonce que Uber Eats devient le sponsor du maillot de l'équipe pour trois ans.

### Action collective conjointe
En juillet 2019, une action collective conjointe est lancée par l'avocat Christophe Lèguevaques. Les employés souhaitent que la justice requalifient leur contrat d'indépendant en contrat de travail,.

### Soumission aux dispositions d'un accord de branche
Le 20 avril 2023, un accord de branche a été signé entre : 
- des organisations représentatives des travailleurs indépendants (Association des VTC de France, Fédération Nationale des autoentrepreneurs et microentrepreneurs, Confédération française des travailleurs chrétiens et Union nationale des syndicats autonomes) ;
- et les organisations représentatives des plateformes de VTC (Association des Plateformes d'Indépendant et Fédération française du transport de personnes sur réservation)[45].

Cet accord fixe pour les livreurs indépendants un tarif horaire minimum de 11,75 euros par heure de travail effective. Uber Eats, en tant que plateforme de livraison de plats cuisinés, est soumis aux dispositions issues de cet accord de branche.

## Belgique
En juillet 2020, un mouvement de restaurateurs appelé « #SaveMyResto » demande la régulation des pratiques commerciales de Uber Eats, Deliveroo et Takeaway.com. Inspiré par les mesures temporaire de protection prises dans les grandes villes américaines pour plafonner les commissions à 15 ou 20 % selon les villes, ils dénoncent des abus de position dominante et de dépendance économique.

## Critiques
En France, aucun taux d'accident du travail n'existe mais en 2017, la probabilité d'avoir un accident du travail ramenée pour les 4 000 livreurs équivalents temps-plein est de 39 % en Belgique, soit 10 fois la moyenne en France. Ce taux a été calculé sur des livreurs salariés payés à l'heure, contrairement à la France, ou les livreurs sont payés à la course avec un système de bonus pour les inciter à travailler certains jours comme lors de conditions climatiques difficiles,.
En janvier 2019, la mort de Franck Page, un livreur Uber Eats, éclaire les risques liés à l'incitation du système de bonus nommé challenge, bien qu'aucun bonus n'ait été mis en place le jour de son décès.